# مقاطعة سومرست (إنجلترا)
سَمَرْسِت (بالإنجليزية: Somerset) مقاطعة إنجليزية في جنوب غرب إنجلترا. عاصمة المقاطع هي بلدة تاونتون. يحد مقاطعة سمرست مقاطعة بريستول وغلوسترشير إلى الشمال و ويلتشير إلى الشرق، ، ودورست إلى الجنوب الشرقي، وديفون في الجنوب الغربي. ويحدها إلى الشمال الساحل الغربي لقناة بريستول ومصب نهر سيفيرن. سمرست هي مقاطعة ريفية يتخللها العديد من التلال مثل تلال مينديب التلال ومنتزه أكسمور الوطنية يتخلل سمرست العديد من الأودية والمساحات المفتوحة وبها منطقة تسمى طبقات سمرست.

## المناخ
يظهر الجدول التالي التغييرات المناخية على مدار السنة لمقاطعة سومرست:
| البيانات المناخية لـمقاطعة سومرست | البيانات المناخية لـمقاطعة سومرست | البيانات المناخية لـمقاطعة سومرست | البيانات المناخية لـمقاطعة سومرست | البيانات المناخية لـمقاطعة سومرست | البيانات المناخية لـمقاطعة سومرست | البيانات المناخية لـمقاطعة سومرست | البيانات المناخية لـمقاطعة سومرست | البيانات المناخية لـمقاطعة سومرست | البيانات المناخية لـمقاطعة سومرست | البيانات المناخية لـمقاطعة سومرست | البيانات المناخية لـمقاطعة سومرست | البيانات المناخية لـمقاطعة سومرست | البيانات المناخية لـمقاطعة سومرست |
| الشهر                             | يناير                             | فبراير                            | مارس                              | أبريل                             | مايو                              | يونيو                             | يوليو                             | أغسطس                             | سبتمبر                            | أكتوبر                            | نوفمبر                            | ديسمبر                            | المعدل السنوي                     |
| --------------------------------- | --------------------------------- | --------------------------------- | --------------------------------- | --------------------------------- | --------------------------------- | --------------------------------- | --------------------------------- | --------------------------------- | --------------------------------- | --------------------------------- | --------------------------------- | --------------------------------- | --------------------------------- |
| متوسط درجة الحرارة الكبرى °م (°ف) | 8.1 (46.6)                        | 8.3 (46.9)                        | 10.6 (51.1)                       | 12.9 (55.2)                       | 16.5 (61.7)                       | 19.3 (66.7)                       | 21.7 (71.1)                       | 21.5 (70.7)                       | 18.6 (65.5)                       | 14.8 (58.6)                       | 11.1 (52.0)                       | 9.0 (48.2)                        | 14.4 (57.9)                       |
| المتوسط اليومي °م (°ف)            | 4.8 (40.6)                        | 4.8 (40.6)                        | 6.7 (44.1)                        | 8.3 (46.9)                        | 11.7 (53.1)                       | 14.5 (58.1)                       | 16.8 (62.2)                       | 16.6 (61.9)                       | 14.1 (57.4)                       | 10.9 (51.6)                       | 7.4 (45.3)                        | 5.7 (42.3)                        | 10.2 (50.4)                       |
| متوسط درجة الحرارة الصغرى °م (°ف) | 1.4 (34.5)                        | 1.3 (34.3)                        | 2.7 (36.9)                        | 3.7 (38.7)                        | 6.8 (44.2)                        | 9.7 (49.5)                        | 11.9 (53.4)                       | 11.7 (53.1)                       | 9.6 (49.3)                        | 6.9 (44.4)                        | 3.6 (38.5)                        | 2.4 (36.3)                        | 6.0 (42.8)                        |
| الهطول مم (إنش)                   | 72.0 (2.83)                       | 55.6 (2.19)                       | 56.5 (2.22)                       | 47.3 (1.86)                       | 48.9 (1.93)                       | 57.2 (2.25)                       | 48.9 (1.93)                       | 56.6 (2.23)                       | 64.5 (2.54)                       | 67.9 (2.67)                       | 65.8 (2.59)                       | 83.3 (3.28)                       | 724.5 (28.52)                     |
| متوسط الأيام الممطرة              | 12.5                              | 10.2                              | 10.9                              | 9.2                               | 8.8                               | 8.5                               | 6.9                               | 8.6                               | 10.1                              | 11.3                              | 11.6                              | 12.6                              | 121.2                             |
| ساعات سطوع الشمس الشهرية          | 50.2                              | 68.9                              | 107.6                             | 155.4                             | 193.1                             | 186.0                             | 205.8                             | 197.8                             | 139.8                             | 101.1                             | 70.2                              | 46.8                              | 1٬522٫7                           |
| المصدر:                           |                                   |                                   |                                   |                                   |                                   |                                   |                                   |                                   |                                   |                                   |                                   |                                   |                                   |

## أعلام
- ويليام بينغهام
- جورج وليامز
- قاي غرين
- ت. س. إليوت
- ويليام تريفور
- تشارلز وارن
- كتلر بيكت
- كريستي براون
- تشارلز ميسور
- جاسبر تيودور
- فرانسيس بيرني
- هانا مور
- الياس شتاين
- أوزبورن رينولندز
- جون بول